# Hirata Eiji
Eiji Hirata (sinh ngày 16 tháng 5 năm 1966) là một cầu thủ bóng đá người Nhật Bản.

## Sự nghiệp câu lạc bộ
Eiji Hirata đã từng chơi cho Sanfrecce Hiroshima.